# Nicholas Gioacchini
Nicholas Selson Gioacchini (Kansas City, 25 de julio de 2000) es un futbolista estadounidense que juega de delantero en el Asteras Trípoli F. C. de la Superliga de Grecia. Es internacional con la selección de fútbol de Estados Unidos.

## Trayectoria
Gioacchini comenzó su carrera deportiva en el Paris F. C. II en 2017, después de llevar dos años en el club.
En 2018 fichó por el S. M. Caen, con el que debutó el 25 de octubre de 2019, en un partido de la Ligue 2 frente al Paris F. C.
El 1 de septiembre de 2021 el conjunto normando lo cedió una temporada al Montpellier H. S. C. Disputó 31 partidos en los que no logró marcar ningún gol, volviendo a Caen una vez finalizó el préstamo. No se quedó mucho tiempo, ya que el 20 de julio se marchó al Orlando City S. C.
De cara a 2023 se unió al St. Louis City S. C. para su temporada de debut en la Major League Soccer. Después de esa campaña regresó a Europa y en enero de 2024 fichó por el Como 1907. No tardó en volver a los Estados Unidos, ya que en el mes de agosto fue prestado al F. C. Cincinnati hasta final de año. A inicios del siguiente dejó el club italiano y se unió al Asteras Trípoli F. C.

## Selección nacional
Gioacchini es internacional con la selección de fútbol de Estados Unidos, con la que fue convocado por primera vez en noviembre de 2020, para la disputa de dos encuentros, uno frente a la selección de fútbol de Gales y otro frente a la selección de fútbol de Panamá, debutando contra Gales el 12 de noviembre.
El 16 de noviembre de 2020 anotó sus primeros goles con Estados Unidos, al hacer un doblete en la victoria de su selección por 6-2 frente a Panamá.

## Clubes
| Club                          | País           | Año       |
| ----------------------------- | -------------- | --------- |
| Paris FC II                   | Francia        | 2017-2018 |
| S. M. Caen II                 | Francia        | 2018-2019 |
| S. M. Caen                    | Francia        | 2019-2022 |
| Montpellier H. S. C. (cedido) | Francia        | 2021-2022 |
| Orlando City S. C.            | Estados Unidos | 2022      |
| St. Louis City S. C.          | Estados Unidos | 2022-2024 |
| Como 1907                     | Italia         | 2024-2025 |
| F. C. Cincinnati (cedido)     | Estados Unidos | 2024      |
| Asteras Trípoli F. C.         | Grecia         | 2025-     |

## Palmarés

### Títulos internacionales
| Título                     | Club (*)       | País           | Año  |
| -------------------------- | -------------- | -------------- | ---- |
| Copa de Oro de la Concacaf | Estados Unidos | Estados Unidos | 2021 |

(*) Incluyendo la selección.